# آندره وی
آندره وی (به فرانسوی: André Weil) (زاده ۶ مه ۱۹۰۶ – درگذشته ۶ اوت ۱۹۹۸) ریاضیدان فرانسوی و برادر بزرگتر سیمون وی، عارف و فیلسوف و پدر سیلوی وی، نویسنده فرانسوی است.
او به خاطر کارهایش در نظریه اعداد و هندسه جبری معروف است. او یکی از اعضا، و ظاهراً، از بنیانگذاران گروه نیکلا بورباکی بود.